# Diplocirrus stopbowitzi
Diplocirrus stopbowitzi är en ringmaskart som beskrevs av Iain Darbyshire och Mackie 2009. Diplocirrus stopbowitzi ingår i släktet Diplocirrus och familjen Flabelligeridae. Inga underarter finns listade i Catalogue of Life.